# 309
| [ Edytuj tabelę ] |                                                                                           |
| Król Armenii      | - 287 Tiridates III 330                                                                   |
| Cesarz Chin       | - 307 Jin Huaidi 313                                                                      |
| Władca Korei      | - 300 Mich’ŏn 331                                                                         |
| Papież            | - 308 Marceli I 309 - 309 Euzebiusz 310                                                   |
| Król Persji       | - 302 Hormizdas II 309 - 309 Szapur II 379                                                |
| Cesarz Rzymu      | - 305 Galeriusz 311 - 306 Konstantyn Wielki 337 - 306 Maksencjusz 312 - 308 Licyniusz 324 |

Rok 309 / CCCIX
stulecia: III wiek ~
IV wiek ~
V wiek

lata: 299 «
304 «
305 «
306 «
307 «
308 «
309
» 310
» 311
» 312
» 313
» 314
» 319

## Wydarzenia
- 18 kwietnia – Euzebiusz został papieżem.
- Domicjusz Aleksander uzurpatorem w rzymskiej Afryce (do 311).
- Konstantyn I Wielki wprowadził do obiegu nową złotą monetę zwaną solidem, używano jej do XI wieku.

## Zmarli
- 16 stycznia – Marceli I, papież.
- 16 lutego – Daniel z Egiptu, męczennik chrześcijański.
- 5 marca – Hadrian z Cezarei, męczennik chrześcijański.
- Emidiusz, biskup Asculum.
- Hormizdas II, król Persji.
- Valerius Romulus, syn Maksencjusza (ur. 292–295).